# Haití en los Juegos Olímpicos de Sídney 2000
Haití estuvo representado en los Juegos Olímpicos de Sídney 2000 por cinco deportistas, tres hombres y dos mujeres, que compitieron en tres deportes.
La portadora de la bandera en la ceremonia de apertura fue la atleta Nadine Faustin-Parker. El equipo olímpico haitiano no obtuvo ninguna medalla en estos Juegos.